# 大橋徹二
大橋 徹二（おおはし てつじ、1954年（昭和29年）3月23日 - ）は、日本の実業家。小松製作所元代表取締役社長、現代表取締役会長。
日本経済団体連合会副会長を務める。

## 略歴
- 1972年3月：麻布高等学校卒業
- 1977年
  - 3月：東京大学工学部卒業
  - 4月：小松製作所入社
- 1982年6月：米スタンフォード大学大学院留学（2年間）
- 1998年10月：生産本部粟津工場管理部長
- 2001年10月：生産本部真岡工場長
- 2004年1月：コマツアメリカ㈱社長（兼）COO
- 2007年4月：執行役員、生産本部長
- 2008年4月：常務執行役員、生産本部長
- 2009年6月：取締役（兼）常務執行役員、生産本部長
- 2012年4月：取締役（兼）専務執行役員（事業戦略、生産・販生、情報戦略、産機事業管掌）
- 2013年4月：代表取締役社長（兼）CEO 就任
- 2019年
  - 4月：代表取締役会長
  - 5月：日本経済団体連合会副会長